# آب‌پخش
آب‌پخش () شهری در شهرستان دشتستان واقع در استان بوشهر ایران است. این شهر با برازجان (مرکز شهرستان دشتستان) ۱۶ کیلومتر فاصله دارد و در ۶۰ کیلومتری شهر بوشهر قرار گرفته‌است. آب‌پخش دومین شهر بزرگ شهرستان دشتستان (بعد از برازجان) و دهمین شهر بزرگ استان بوشهر است (بزرگتر از دو مرکز شهرستان در استان بوشهر).
علت اصلی نامگذاری این شهر، تقسیم شدن آب در این ناحیه است. از لحاظ جغرافیایی، این شهر در منطقه بیابانی و نیمه بیابانی (اقلیم نیمه‌خشک) قرار دارد اما به دلیل وجود رودخانه شاپور و سد شبانکاره، موقعیت کشاورزی مناسبی در این منطقه به‌وجود آمده‌است. غالب‌ترین نوع کشاورزی در این منطقه نخلداری می‌باشد. سالانه بیش از ۶۰ هزار تن خرما از نخلستان‌های این شهر برداشت می‌شود که روی هم رفته ۳۵٪ خرمای تولیدی استان بوشهر را به خود اختصاص می‌دهد. وجود این باغ‌ها به همراه جویهای آب باعث شده‌است که این شهر به عنوان یکی از قطب‌های گردشگری استان شناخته شود. همچنین آب‌پخش دارای طولانی‌ترین جاده گردشگری نخلستانی در جنوب ایران است. علاوه بر این، آب‌پخش شهر ملی حصیر و کپوبافی ایران است. 

## تاریخچه

### نام‌گذاری
آب‌جوی‌های موجود در باغ‌های این شهر از رودخانهٔ شاهپور سرچشمه می‌گیرند و یک نهر بتنی نیز آب خود را از این رودخانه می‌گیرد و در منطقه تقسیم می‌شود. تقسیم شدن آب کانال در این شهر، علت اصلی نام‌گذاری آب‌پخش است.

### تأسیس
در سال ۱۳۷۵ این شهر با تصویب هیئت وزیران و تأیید رئیس‌جمهور وقت (اکبر هاشمی رفسنجانی) تأسیس شد. در اصل این شهر از ادغام سه روستا به‌وجود آمده‌است که عبارتند از: درواهی، قلایی، و بهرام آباد. گفته شده که چون در محله درواهی یک دربند وجود داشته این نام را بر آن نهاده‌اند. در جای دیگری ذکر شده که این نام برگرفته از یک محل به نام «تنگ دروه» بوده که بنیان‌گذار آن این نام را بر آن گذاشته‌است. در مورد نام محله بهرام آباد گفته شده که نام یکی سلاطین بوده که بر این منطقه حکمرانی می‌کرده‌است و در جای دیگری گفته شده که توسط سه برادر تأسیس شده‌است. در مورد قلایی هم گفته شده که چون یک قلعه در این محل بوده این نام را بر آن نهاده‌اند.

## وضعیت طبیعی

### جغرافیا
شهر آب‌پخش در شهرستان دشتستان واقع در استان بوشهر ایران است. این شهر دومین شهر بزرگ دشتستان و دهمین شهر بزرگ استان بوشهر است. مساحت شهر آب‌پخش ۷۰۰ هکتار است.
این شهر در ۱۹ کیلومتری شمال غربی شهر برازجان واقع شده و میانگین ارتفاع آن از سطح دریا بین ۲۵ الی ۱۲۰ متر است. فاصله مستقیم و جاده‌ای آب‌پخش تا خلیج فارس ۳۷ کیلومتر و با مزارع پرورش میگو در منطقهٔ حفاظت‌شدهٔ حله نیز ۴۷ کیلومتر فاصله دارد. همچنین کوتاه‌ترین فاصلهٔ جاده‌ای این شهر تا شهر بوشهر ۶۸ کیلومتر، تا شهر شیراز ۲۵۴ کیلومتر و تا تهران ۱٬۰۰۲ کیلومتر است.
آب‌پخش در منطقه ای بیابانی و نیمه بیابانی (اقلیم نیمه‌خشک) قرار گرفته‌است. ارتفاع این منطقه قابل توجه نیست و هرچه از جهت شمال شرق و شرق به طرف غرب و جنوب غرب حرکت کنیم، از ارتفاع آن کاسته می‌شود. به دلیل کمی بارش، طولانی بودن دوره گرما، تبخیر زیاد، آب رودخانه، رایج بودن آبیاری غرقابی، و ضعیف بودن زهکشی؛ خاک این منطقه شور و بسیار قلیایی است. در بعضی مناطق وضع زهکشی خاک بهتر از دیگر نقاط است مانند مناطق مرتفع تر و نزدیک به رودخانه. در این مناطق شوری و قلیایی بودن خاک کم‌تر از دیگر نقاط است. در کنار رودخانه شاپور، آب دائماً نمک و شوری زمین را گرفته و از این مناطق به سمت دریا حمل می‌کند. وجود این رودخانه باعث غنی سازی آب زیرزمینی می‌شود و در بالا نگه داشتن سطح آب‌های زیرزمینی بسیار مؤثر است. منبع این رودخانه شمال شرقی شهرستان کازرون است که با ادغام با آب چشمه ساسان و رودخانه شکستیان به این منطقه سرازیر می‌شود. در ۵ کیلومتری این شهر و بر روی این رودخانه، سد شبانکاره ساخته شده‌است که برای آبیاری باغ‌ها و درختان نخل این شهر و منطقه مورد استفاده قرار می‌گیرد. رود شاپور و سد شبانکاره زیستگاه بسیار خوبی برای آبزیان و پرندگان مهاجر و غیر مهاجر در این محل است.
طبق مطالعه‌ای که برای بررسی میزان لرزه خیزی این منطقه انجام شده، شهر آب‌پخش در منطقه ای با لرزه‌خیزی زیاد قرار دارد.

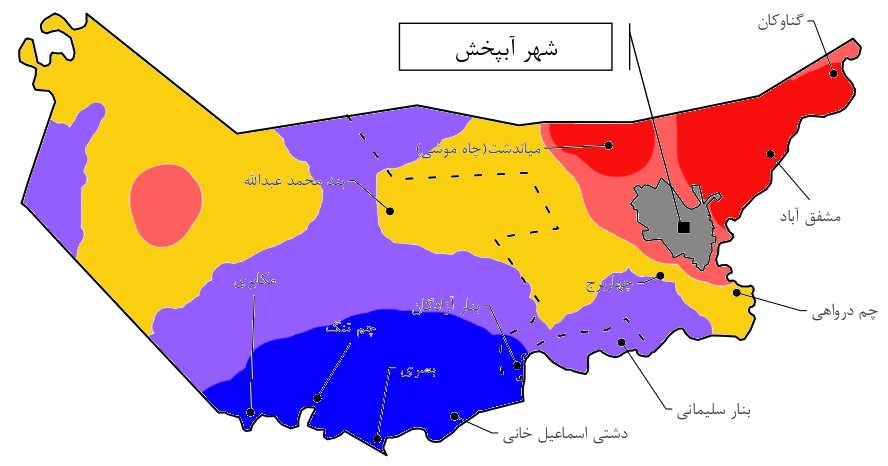
نقشه پهنه بندی لرزه خیزی بخش آب‌پخش و موقعیت شهر آب‌پخش در آن (میزان لرزه خیزی بر اساس رنگها؛ قرمز پررنگ:خیلی زیاد، قرمز:زیاد، زرد:متوسط، آبی کم رنگ: کم، آبی: بسیار کم)

شهر آب‌پخش روی مدار ۲۹ درجه و ۳۶۳۷۰۶ دقیقه در نیم‌کره شمالی از خط استوا قرار گرفته‌است. همچنین این شهر روی نصف النهار ۵۱ درجه و ۰۷۰۱۸۰۴ دقیقه طول شرقی از نصف‌النهار گرینویچ قرار دارد. در شرق این شهر، شهر سعدآباد، شمال روستای میان‌دشت، و شمال شرقی بیابانی به نام چیتی، غرب و شمال غربی و جنوب غربی نخلستان، جنوب روستای چهاربرج و جنوب شرقی نیز نخلستان قرار دارد. مرز بین بخش و شهر آب‌پخش با بخش سعدآباد و بخش مرکزی دشتستان و بوشهر رودخانه می‌باشد که از جنوب این شهر می‌گذرد.

### طبیعت
در طبیعت آب‌پخش، حیوانات متنوعی همچون چوله(همان تشی یا خارپشت)، و انواع مرغابی وجود دارد که در معرض انقراض می‌باشند. بلبل خرما نیز از پرندگان مشهور بومی این منطقه می‌باشد که به دلیل آواز خوانی زیبا در سراسر کشور طرفداران خاص خود را دارد. از حیوانات موجود در این منطقه می‌توان به چوله (همان تشی یا خارپشت)، جوجه تیغی، گراز، کفتار، جغد، عقاب، شاهین بحری، و روباه نام برد.
علاوه بر درخت نخل، گونه‌های گیاهی دیگر در این منطقه عبارتند از: کنار (سدر)، غرق (استبرق)، لگجی (کبر)، انجیر، کاکتوس، توله (پنیرک)، کاکل، منگک، قاوچندلی(ترشک درشت)، انواع کهور، گز، خیار گرگو (هندوانه ابوجهل)، کنگر، شوت (شوید)، بابونه، بنگو(بارهنگ تخم‌مرغی یا اسفرزه)، کرچک، انواع مرکبات، و موز. به پیشنهاد رسانه مهر میهن، روز ۱۵ اسفند، برابر با روز درخت‌کاری و به دلیل نماد شهر آب‌پخش یعنی باغ‌ها و درخت نخل به نام روز آب‌پخش نامگذاری شده‌است.

### آب‌وهوا
در فصل‌هایی که هوا شروع به سردی می‌کند، بادها و طوفان مگر در مواردی که قرار است بارندگی رخ بدهد، کاهش پیدا می‌کند؛ به‌طوری که مثلاً به‌صورت میانگین در ماه ژانویه سرعت باد در حالت بیشینه به ۱۰ کیلومتر بر ساعت (kmph) می‌رسد. در فصل‌های گرم مانند ژوئن یا ژوئیه سرعت باد افزایش پیدا می‌کند؛ به‌طوری که مثلاً به‌صورت میانگین در ماه ژوئن یا ژوئیه سرعت باد در حالت بیشینه به ۳۰ کیلومتر بر ساعت می‌رسد. همچنین در فصلهای گرم، غالباً بادها و طوفان‌های شن از ساعت حدوداً ۱ ظهر به بعد شروع و تا حوالی ۶–۷ عصر به پایان می‌رسد. دیده شده که دمای هوا در آب‌پخش به ۵۳ درجه در ژوئن رسیده‌است (در ۶ ژوئن ۲۰۲۱).
| داده‌های اقلیم آب‌پخش (محله درواهی)، بلندی: ۳۰ متر از سطح دریا، ماه مه ۲۰۲۰ تا آوریل ۲۰۲۱ | داده‌های اقلیم آب‌پخش (محله درواهی)، بلندی: ۳۰ متر از سطح دریا، ماه مه ۲۰۲۰ تا آوریل ۲۰۲۱ | داده‌های اقلیم آب‌پخش (محله درواهی)، بلندی: ۳۰ متر از سطح دریا، ماه مه ۲۰۲۰ تا آوریل ۲۰۲۱ | داده‌های اقلیم آب‌پخش (محله درواهی)، بلندی: ۳۰ متر از سطح دریا، ماه مه ۲۰۲۰ تا آوریل ۲۰۲۱ | داده‌های اقلیم آب‌پخش (محله درواهی)، بلندی: ۳۰ متر از سطح دریا، ماه مه ۲۰۲۰ تا آوریل ۲۰۲۱ | داده‌های اقلیم آب‌پخش (محله درواهی)، بلندی: ۳۰ متر از سطح دریا، ماه مه ۲۰۲۰ تا آوریل ۲۰۲۱ | داده‌های اقلیم آب‌پخش (محله درواهی)، بلندی: ۳۰ متر از سطح دریا، ماه مه ۲۰۲۰ تا آوریل ۲۰۲۱ | داده‌های اقلیم آب‌پخش (محله درواهی)، بلندی: ۳۰ متر از سطح دریا، ماه مه ۲۰۲۰ تا آوریل ۲۰۲۱ | داده‌های اقلیم آب‌پخش (محله درواهی)، بلندی: ۳۰ متر از سطح دریا، ماه مه ۲۰۲۰ تا آوریل ۲۰۲۱ | داده‌های اقلیم آب‌پخش (محله درواهی)، بلندی: ۳۰ متر از سطح دریا، ماه مه ۲۰۲۰ تا آوریل ۲۰۲۱ | داده‌های اقلیم آب‌پخش (محله درواهی)، بلندی: ۳۰ متر از سطح دریا، ماه مه ۲۰۲۰ تا آوریل ۲۰۲۱ | داده‌های اقلیم آب‌پخش (محله درواهی)، بلندی: ۳۰ متر از سطح دریا، ماه مه ۲۰۲۰ تا آوریل ۲۰۲۱ | داده‌های اقلیم آب‌پخش (محله درواهی)، بلندی: ۳۰ متر از سطح دریا، ماه مه ۲۰۲۰ تا آوریل ۲۰۲۱ | داده‌های اقلیم آب‌پخش (محله درواهی)، بلندی: ۳۰ متر از سطح دریا، ماه مه ۲۰۲۰ تا آوریل ۲۰۲۱ |
| ماه                                                                                     | ژانویه                                                                                  | فوریه                                                                                   | مارس                                                                                    | آوریل                                                                                   | مه                                                                                      | ژوئن                                                                                    | ژوئیه                                                                                   | اوت                                                                                     | سپتامبر                                                                                 | اکتبر                                                                                   | نوامبر                                                                                  | دسامبر                                                                                  | سال                                                                                     |
| --------------------------------------------------------------------------------------- | --------------------------------------------------------------------------------------- | --------------------------------------------------------------------------------------- | --------------------------------------------------------------------------------------- | --------------------------------------------------------------------------------------- | --------------------------------------------------------------------------------------- | --------------------------------------------------------------------------------------- | --------------------------------------------------------------------------------------- | --------------------------------------------------------------------------------------- | --------------------------------------------------------------------------------------- | --------------------------------------------------------------------------------------- | --------------------------------------------------------------------------------------- | --------------------------------------------------------------------------------------- | --------------------------------------------------------------------------------------- |
| میانگین بیش‌ترین °C (°F)                                                                 | ۲۰ (۶۸)                                                                                 | ۲۳ (۷۳)                                                                                 | ۲۹ (۸۴)                                                                                 | ۳۵ (۹۵)                                                                                 | ۳۹ (۱۰۲)                                                                                | ۴۵ (۱۱۳)                                                                                | ۴۶ (۱۱۵)                                                                                | ۴۴ (۱۱۱)                                                                                | ۴۲ (۱۰۸)                                                                                | ۳۵ (۹۵)                                                                                 | ۲۷ (۸۱)                                                                                 | ۲۰ (۶۸)                                                                                 | ۳۳٫۸ (۹۲٫۸)                                                                             |
| میانگین کم‌ترین °C (°F)                                                                  | ۱۲ (۵۴)                                                                                 | ۱۳ (۵۵)                                                                                 | ۱۷ (۶۳)                                                                                 | ۲۴ (۷۵)                                                                                 | ۲۷ (۸۱)                                                                                 | ۲۸ (۸۲)                                                                                 | ۳۰ (۸۶)                                                                                 | ۲۸ (۸۲)                                                                                 | ۲۶ (۷۹)                                                                                 | ۱۹ (۶۶)                                                                                 | ۱۸ (۶۴)                                                                                 | ۱۳ (۵۵)                                                                                 | ۲۱٫۳ (۷۰٫۲)                                                                             |
| بارندگی میلی‌متر (اینچ)                                                                  | ۳٫۱ (۰٫۱۲)                                                                              | ۷۳ (۲٫۸۷)                                                                               | ۱٫۹ (۰٫۰۷)                                                                              | ۴٫۸ (۰٫۱۹)                                                                              | ۱٫۲ (۰٫۰۵)                                                                              | ۰ (۰)                                                                                   | ۱ (۰٫۰۴)                                                                                | ۰ (۰)                                                                                   | ۰ (۰)                                                                                   | ۰ (۰)                                                                                   | ۳۰٫۶ (۱٫۲)                                                                              | ۷۳٫۸ (۲٫۹۱)                                                                             | ۱۸۹٫۴ (۷٫۴۵)                                                                            |
| میانگین روزهای بارانی                                                                   | ۱                                                                                       | ۷                                                                                       | ۳                                                                                       | ۳                                                                                       | ۲                                                                                       | ۰                                                                                       | ۱                                                                                       | ۰                                                                                       | ۰                                                                                       | ۰                                                                                       | ۸                                                                                       | ۱۱                                                                                      | ۳۶                                                                                      |
| درصد رطوبت                                                                              | ۴۷                                                                                      | ۴۹                                                                                      | ۳۲                                                                                      | ۲۰                                                                                      | ۲۲                                                                                      | ۱۵                                                                                      | ۲۴                                                                                      | ۲۳                                                                                      | ۲۹                                                                                      | ۳۸                                                                                      | ۵۷                                                                                      | ۶۳                                                                                      | ۳۴٫۹                                                                                    |
| میانگین روزانه ساعت‌های تابش آفتاب                                                       | ۳۱۴                                                                                     | ۳۰۶                                                                                     | ۳۶۴                                                                                     | ۳۴۵                                                                                     | ۳۶۶                                                                                     | ۳۶۰                                                                                     | ۳۷۲                                                                                     | ۳۷۲                                                                                     | ۳۶۰                                                                                     | ۳۷۲                                                                                     | ۳۲۵                                                                                     | ۳۳۹                                                                                     | ۴٬۱۹۵                                                                                   |
| منبع: وب سایت worldweatheronline.com                                                    |                                                                                         |                                                                                         |                                                                                         |                                                                                         |                                                                                         |                                                                                         |                                                                                         |                                                                                         |                                                                                         |                                                                                         |                                                                                         |                                                                                         |                                                                                         |

## مردم

### مذهب و اقوام
اغلب مردم شهر آب‌پخش مسلمان و پیرو مذهب شیعه دوازده‌امامی‌اند. تعداد کمی از ساکنان این شهر اهل سنتند. مردم این شهر با مردم کشورهای عربی حاشیه خلیج فارس مانند کویت، قطر، و امارات متحده عربی هم ارتباط دارند یا به آن‌جا مهاجرت کرده‌اند. ارتباط به گونه‌ای است که قطری‌ها چند سال پیش زمینی در آب‌پخش خریداری و سپس در آن تفرجگاهی احداث کردند. از مجتهدان سرشناس این شهر می‌توان به سید جواد مهدوی مرتضوی اشاره کرد که تحصیل کرده حوزه علمیه نجف بود. وی شاگرد میرزا محمدحسین نائینی، میرزا محمدحسین اصفهانی، و سید محمد کاظم یزدی بوده‌است.

### جمعیت
آب‌پخش بر اساس سرشماری نفوس و مسکن سال ۱۳۴۵ (که شامل سه روستای درواهی، قلایی، و بهرام آباد می‌شود) ۳٬۴۸۱ نفر جمعیت داشته‌است. جمعیت این شهر در سال ۱۳۵۵ به ۴٬۵۷۳ نفر افزایش یافته‌است. بر اساس آمار اعلام شده توسط استانداری بوشهر جمعیت شهر آبپخش ۱۷ هزار و ۲۳۸ نفر اعلام شده و بر اساس آمار ۱۵ هزار و ۴۰۰ نفری آب‌پخش در سال ۸۵ افزایش ۱۵ درصدی جمعیت شهر در مدت ۵ سال را نشان می‌دهد (از سال ۱۳۸۵ تا ۱۳۹۰). این آمار نشان می‌دهد که شهر آب‌پخش بسیار مهاجرپذیر است. برمبنای آخرین سرشماری که به‌صورت رسمی در سال ۱۳۹۵ انجام شد جمعیت این شهر ۱۸٬۹۱۳ نفر اعلام شد. فشردگی جمعیت این شهر ۲۷ نفر در هکتار اعلام شده‌است.
| مردان | سن    | زنان |
| ----- | ----- | ---- |
| ۵۰۲   | ۶۵+   | ۵۵۰  |
| ۲۳۹   | ۶۰–۶۴ | ۲۹۱  |
| ۲۸۴   | ۵۵–۵۹ | ۳۲۸  |
| ۳۳۶   | ۵۰–۵۴ | ۳۶۷  |
| ۴۸۱   | ۴۵–۴۹ | ۵۱۱  |
| ۶۳۶   | ۴۰–۴۴ | ۶۷۸  |
| ۷۸۴   | ۳۵–۳۹ | ۸۰۲  |
| ۱٬۰۱۲ | ۳۰–۳۴ | ۹۹۶  |
| ۱٬۰۸۱ | ۲۵–۲۹ | ۹۵۱  |
| ۸۲۱   | ۲۰–۲۴ | ۶۷۶  |
| ۷۹۸   | ۱۵–۱۹ | ۵۷۴  |
| ۷۶۱   | ۱۰–۱۴ | ۷۵۱  |
| ۹۴۳   | ۵–۹   | ۸۵۳  |
| ۹۶۸   | ۰–۴   | ۹۳۹  |

### غذاها

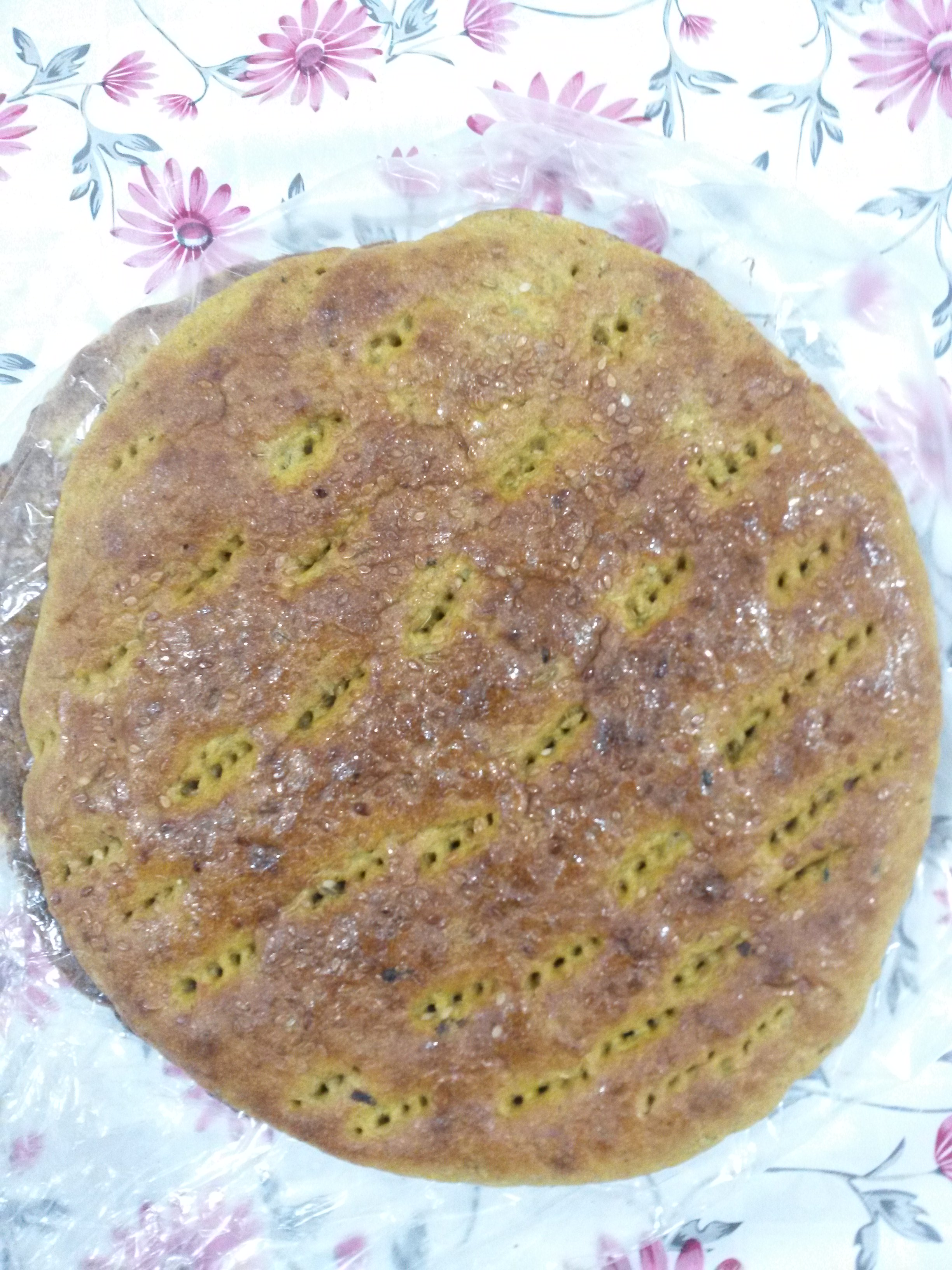
نان گرده

غذاهای تهیه و طبخ شده در آب‌پخش با بوشهر و برازجان خیلی متفاوت نیست. حلوا رنگینک با تزیین خرما، قلیه‌ماهی، للک، مرغ شکم پر همچنین انواع نان و کیک محلی مانند نان نازک، تیرمال، مشتک شکرزده، مشتک کراتی، گرده کنجدی در آب‌پخش تهیه و مورد استفاده قرار می‌گیرد. در فروردین ۱۳۹۵ بزرگترین رنگینک جهان در آب‌پخش تهیه شده و این رکورد در گینس به نام مردم آب‌پخش ثبت شد.

## اقتصاد و تأسیسات شهری

### تأسیسات آبی
آب جویهای موجود در باغهای این شهر از رودخانهٔ شاهپور سرچشمه می‌گیرد و یک نهر بتنی نیز آب خود را از این رودخانه می‌گیرد و در منطقه تقسیم می‌شود. یکی از آثار کهن و باستانی این شهر که در ۱ کیلومتری شمال آن قرار دارد (در بیابان ذکر شده)، کانال آبرسانی طویل با عرض و عمق بسیار بزرگی به نام «جوقیل» یا «جوقیر» می‌باشد.

### کشاورزی
این شهر یکی از قطب‌های تولید خرما و نخلداری در کشور است به‌طوری که سالانه بیش از ۶۰ هزار تن خرما در آن برداشت می‌شود که ۳۵٪ خرمای تولیدی استان بوشهر را تشکیل می‌دهد. قبلاً مردم این منطقه و شهر بیشتر تولیدکننده انواع مرکبات بوده‌اند اما از چند دهه پیش مردم این شهر به کشت نخل و تولید خرما روی آورده‌اند و در حال حاضر به یکی از مراکز اصلی تولید، خرید و فروش، نگهداری (سردخانه) و بسته‌بندی خرما و رطب، و دیگر فراورده‌های آن در کشور تبدیل شده‌اند. در قسمت‌های زیادی از زمین‌های آب‌پخش، انواع غلات، هندوانه، انواع خربزه و طالبی به صورت دیم و آبی کاشته می‌شود.

### ترابری
آب‌پخش دارای یک فرودگاه کوچک با طول باند حدود ۱ کیلومتر می‌باشد. این فرودگاه بیشتر برای مقاصد کشاورزی مورد استفاده قرار می‌گیرد. طبق نقشه‌ای که از طرف پایگاه خبری وزارت راه و شهرسازی منتشر شده‌است، یک خط ریلی بین بندر ماهشهر و بندر بوشهر در دست مطالعه مقدماتی جهت احداث می‌باشد که ممکن است این خط ریلی از آب‌پخش عبور کند. جاده اصلی استان بوشهر که شمال استان را به جنوب آن متصل می‌کند و به جاده برازجان-گناوه شهرت دارد(جاده ۹۶)، از این شهر عبور می‌کند.

## فرهنگ و هنر

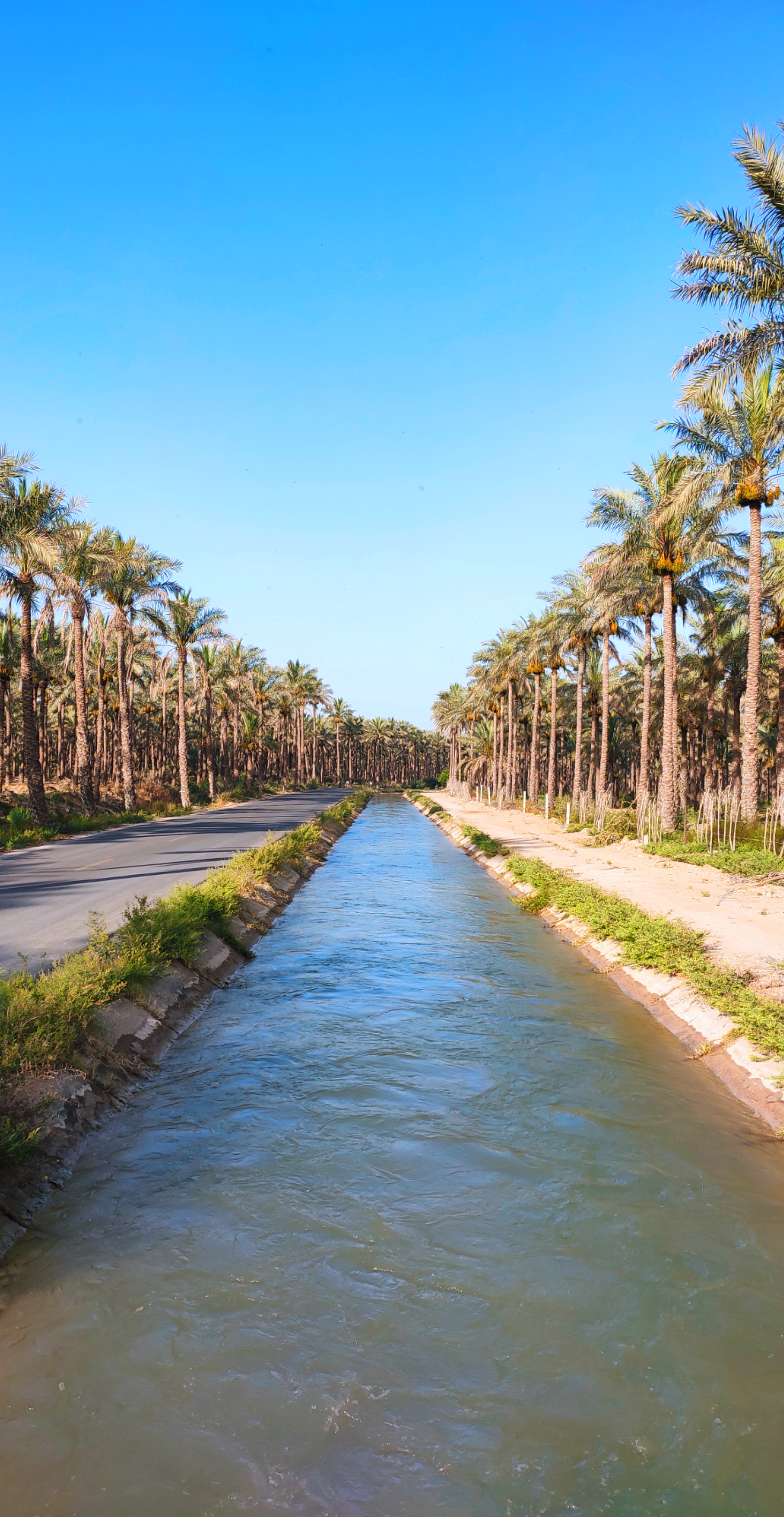
جویهای آب در آب‌پخش

در حوزه هنرهای نمایشی در این شهر می‌توان به تعزیه‌خوانی اشاره کرد که در این منطقه اجرا می‌شود. در آب‌پخش نیز همانند دیگر نقاط استان بوشهر سینه‌زنی و نوحه‌خوانی به سبک بوشهری اجرا می‌شود. در این نوع عزاداری، عزاداران به صورت دایره‌های تو در تو و هم‌مرکز که افراد با دست چپ نفر سمت چپ را گرفته‌اند و به سمت راست حرکت می‌کنند. در همین حال با هر گام، با دست راست به سینه می‌زنند و یک نفر به نام نوحه‌خوان در وسط این حلقه‌های جمعیت قرار دارد و نوحه‌خوانی می‌کند. در حین نوحه‌خوانی، عزادارانی که در حال سینه زنی هستند پاسخ می‌دهند یا نوحه را تکرار می‌کنند. از دیگر آداب مردم در ماه محرم حلیم پزی می‌باشد.
موسیقی محلی مردم این شهر مانند سایر نقاط استان بوشهر با نی‌انبان اجرا می‌شود (جهت برپایی مراسمات جشن و شادی). از شاعران بنام این شهر می‌توان ملا محمد نادم (۱۲۲۴ شمسی) را نام برد.

### صنایع دستی
صنایع دستی ساخته شده از برگ درخت نخل نظیر دمکش، حصیر، زنبیل (نوعی سبد) ، بافتنی‌های نخی و پشمی نظیر گلیم فرش مرغوب که مربوط به گذشته آب‌پخش است و هم‌اکنون در بین محله‌های قدیمی این شهر رواج بیشتری دارد، از جمله مواردی است که در این شهر تهیه و به فروش می‌رسد. همچنین در دی ماه ۱۳۹۹ اعلام شد که آب‌پخش شهر ملی حصیر و کپو بافی ایران شده‌است.

### گردشگری
آب‌پخش یکی از قطب‌های گردشگری در استان بوشهر می‌باشد. علت اصلی این پتانسیل قوی؛ وجود آب و طبیعت سرسبز و غنی آن است. طولانی‌ترین جاده گردشگری نخلستانی جنوب کشور در این منطقه واقع شده‌است. همچنین چندین اقامتگاه بوم‌گردی نیز اخیراً در آب‌پخش تأسیس شده‌است.

## یادداشت
1. 1 2  برای بدست آوردن این پارامتر؛ جمعیت رسمی که اعلام شده را تقسیم بر مساحت شهر که به‌صورت رسمی اعلام شده می‌کنیم تا تراکم بدست آید. آخرین میزان جمعیت رسمی که اعلام شده ۱۸٬۹۱۳ و مساحت شهر هم ۷۰۰ هکتار اعلام شده‌است. این داده‌ها مربوط به سال ۱۳۹۵ می‌باشد.
2. ↑  دمای کمینه و بیشینه ای که در این قسمت درج شده همان کمینه و بیشینه دمای میانگین در ماهی است که پایین‌ترین و بالاترین دما را داشته‌است. این داده‌ها مربوط به ماه مه ۲۰۲۰ تا آوریل ۲۰۲۱ می‌باشد.